# Brzi i žestoki (2001.)
Brzi i žestoki (eng. The Fast and the Furious) je američki akcijski film redatelja Roba Cohena iz 2001. godine s Vinom Dieselom, Paulom Walkerom i Michelle Rodriguez u glavnim ulogama. Glavnog glumca Vina Diesela ovaj je film, uz Planet tame snimljen godinu dana ranije, proslavio kao novu zvijezdu akcijskih filmova i nastavljača tradicije glumaca poput Arnolda Schwarzeneggera i Sylvestera Stallonea.
Film je u američkim kinima premijerno prikazan 22. lipnja i u prvom tjednu prikazivanja ostvario je zaradu od 40.089.015 USD, a ukupno je zaradio 144.512.310 USD.
Snimljeno je i sedam nastavka: Prebrzi i prežestoki (2003.), Brzi i žestoki: Tokio drift (2006.), Brzi i žestoki: Povratak (2009.), Brzi i žestoki 5 (2011.), Brzi i žestoki 6 (2013.), Brzi i žestoki 7 (2015.) i Brzi i žestoki 8 (2017.).

## Radnja
Brian O'Conner (Paul Walker) je policajac na tajnom zadatku koji se infiltrira među supkulturu uličnih autotrkača u Los Angelesu s ciljem da razbije lanac ilegalnih automobilskih utrka. Tu se upozna s Dominicom Torettom (Vin Diesel), vođom 'bande' koja se utrkuje automobilima i koja je osumnjičena za napad na kamione i krađu skupocjene elektronske opreme. Kako se O'Conner upoznaje s Domom i njegovom ekipom sve teže uspijeva zadržati fokus na svom zadatku i razvija lojalnost prema ljudima koji su inkriminirani zbog ilegalnih aktivnosti. Dodatne poteškoće nastaju kada se zaljubi u Miu (Jordana Brewster), Domovu sestru, a probleme mu čini i Vince (Matt Schulze) koji također voli Miu.

## Glavne uloge
- Paul Walker - Brian O'Conner; losanđeleski policijski detektiv na tajnom zadatku rješavanja krađe kamiona s vrijednom opremom. tijekom istrage upoznaje se sa svijetom ilegalnih automobilskih utrka i s ekipom Dominica "Doma" Torreta. Među njima upoznaje i Domovu sestru Miu u koju se zaljubljuje. Družeći se s Domovom "bandom" postaje mu sve teže obavljati svoj posao te naposljetku pomogne Domu izbjeći uhićenje, a i sam napušta Los Angeles kako mu se ne bi dogodilo isto.
- Vin Diesel - Dominic Toretto; vrhunski vozač automobila, automehaničar i bivši zatvorenik koji vodi bandu kradljivaca elektronske opreme. Brat je Mije Torreto i bivši ljubavnik Leticije Ortiz.
- Michelle Rodriguez - Leticia "Letty" Ortiz; vješta vozačica automobila, bivša Domova djevojka i članica bande kradljivaca.
- Jordana Brewster - Mia Toretto; Domova sestra u koju se zaljubljuje Brian O'Conner. Mia ne podržava bratove ilegalne poslove, ne sudjeluje u radu bande, ali je upoznata s njihovim djelovanjem.
- Matt Schulze - Vince, Domov prijatelj iz djetinjstva koji se protivi ulasku Briana u družinu, osobito zbog toga što on više zanima Miu od njega.
- Rick Yune - Johnny Tran
- Chad Lindberg - Jesse; vozač automobila i organizator. Boluje od ADHD-a, no veoma je inteligentan i vrhunski je informatičar.
- Ja Rule - Edwin

## Zanimljivosti
- Tijekom snimanja filma glumice Michelle Rodriguez i Jordana Brewster nisu imale vozačku dozvolu.[2]
- Za ulogu Briana O'Connera razmatrani su Mark Wahlberg, Christian Bale i Eminem.[2]
- U filmu je korišteno više od šezdeset japanskih vozila.[2]